# Jardin Atlantique
El Jardin Atlantique, és un jardí parisenc del 15è districte, construït sobre les vies de la Gare de Paris-Montparnasse en una superfície de 3,5 hectàrees i envoltat per immobles.
Una gran gespa quadrada lliure d'accés constitueix el centre del parc. És travessada al centre per una avinguda que porta a la fontaine de l'île des Hespérides on es troba un pòrtic del qual cada peu alberga un equip meteorològic i que suporta un gran mirall orientable. La vegetació persistent que guarneix el parc s'ha pres de la natura de les façanes atlàntiques dels dos continents i ofereix el verd, el malva, el blanc i el blau. El jardí també ofereix una àrea de joc per infantil, configurada per petits llocs i camins encaixats, que contrasta radicalment amb la resta del parc. Aquesta zona és sobrevolada per una llarga passarel·la de vianants corba. El parc conté igualment una àrea de musculació, taules de ping-pong i pistes de tennis a més de visites guiades.
El tema de l'oceà és suscitat per la vegetació, per les formes d'ones omnipresents i el mobiliari que recorda la construcció naval.

## Història
Aquest jardí penjant ha estat construït el 1994, quadrat de verdor en un joier de vidre i de formigó, aconsegueix conciliar els imperatius tècnics amb la natura. Les 130 tremuges estan repartides pel jardí i permeten ventilar l'estació i l'aparcament soterrani.
Certes instal·lacions s'han deteriorat amb el temps, l'observatori meteorològic i la font són fora de servei i envoltats de tanques.
Ha estat concebut per François Brun i Michel Péna,  paisatgistes.